# Monte Alegre de Goiás
Monte Alegre de Goiás este un oraș în Goiás (GO), Brazilia.
1. ↑   https://cidades.ibge.gov.br/xtras/perfil.php?codmun=5213509 Lipsește sau este vid: |title= (ajutor)
2. ↑   https://cidades.ibge.gov.br/xtras/perfil.php?codmun=5213509, accesat în 12 decembrie 2017 Lipsește sau este vid: |title= (ajutor)